# Burgruine Kräheneck
Die Burgruine Kräheneck, früher auch Creinegg genannt, ist die Ruine einer Spornburg auf einem von der Nagold umflossenen Bergsporn oberhalb der Burgruine Weißenstein (Rabeneck) und des Schlosswegs im Pforzheimer Stadtteil Dillweißenstein in Baden-Württemberg.

## Geschichte
Die Burg wurde im 11. Jahrhundert durch die Herren von Weißenstein (früher Herren von Kräheneck) erbaut und erstmals 1194 im Zusammenhang mit dem Ortsadel als Creinegg urkundlich erwähnt. Die Entfernung zur tieferliegenden Burgruine Weißenstein beträgt knapp 300 Meter Luftlinie. Vermutlich war Kräheneck ein nicht vollendeter Verteidigungsbau für Weißenstein. Diese Vermutung wird durch die Tatsache erhärtet, dass Kräheneck keine Wirtschaftsgebäude hatte. Bei der Ruine Kräheneck handelt es sich um eine Schildmauerburg in Spornlage, die vielleicht unvollendet blieb.
Die heutige Ansicht ist geprägt von einer monumentalen Schildmauer, der ein Graben vorgelagert ist. Die bis zu zehn Meter hohe und bis knapp vier Meter breite Mauer ist aus gehämmerten roten Sandsteinquadern aufgebaut. Im abgewinkelten Teil der Mauer im nördlichen Bereich ist eine Kammer mit einer Schießscharte und einer Wendeltreppe erhalten. Reste eines südlichen Gegenstücks sind mehr zu erahnen. Seitlich des Halsgrabens ist eine auffällige Stufung, an der die Steine für die Mauer gebrochen wurden.
Die mittelalterliche Wehranlage wurde 1883 erstmals renoviert. Die letzte Renovierung war im Jahr 1972.
Im Verzeichnis der Baudenkmäler des Amtsbezirks Pforzheim von 1936 ist die Kräheneck schon als Baudenkmal verzeichnet.

## Heutige Nutzung
1928 wurden die ersten Burgfestspiele veranstaltet und bis 1939 mehrfach wiederholt. Diese Tradition wird seit einigen Jahren im Frühsommer von Vereinen wiederbelebt. 2008 fanden die dritten Kräheneck-Sommerspiele der Neuzeit statt.